# Сплячий лев
«Сплячий лев» (рос. «Спящий лев») — радянський художній фільм 1965 року, знятий на кіностудії «Мосфільм».

## Сюжет
Касир відділення Держбанку СРСР Цвєтков — натура тиха і виконавча. Але одного разу, заміщаючи інкасатора, скромний службовець затримує двох грабіжників і стає героєм. Однак тепер і цього йому мало: Цвєтков виводить на чисту воду свого начальника, самодура-шахрая — керуючого банку Телегіна.
Телегіна всі бояться, але Цвєтков знає, що директор банку абсолютно некомпетентний і підписує документи на відпуск грошових коштів без перевірки фактичного виконання планів виробництва і реалізації продукції.

## У ролях
- Костянтин Сорокін — Василь Іванович Цвєтков, касир банку
- Сергій Мартінсон — Микола Миколайович Телегін, керуючий банку
- Наталія Кустинська — Наташа Цвєткова, кіномеханік кінопересувки
- Юрій Бєлов — Олександр Стрельцов, інспектор банку
- Сергій Філіппов — Матвій Гаврилович Голоскоков, помічник директора
- Михайло Пуговкін — сержант міліції
- Зоя Федорова — Маня, дружина Телегіна
- Тамара Носова — Олімпіада Андріївна, голова місцевкому
- Олексій Смирнов — Гриценко, касир ліспромгоспу
- Людмила Іванова — Льоля Морозова, водій кінопересувки
- Антоніна Максимова —  Софія Михайлівна, епізод
- Емма Цесарська — Анна Іванівна, буфетниця
- Еммануїл Геллер — Ніконов
- Микола Сморчков — Пловов, інкасатор в тирі

## Знімальна група
- Сценарій:  Климентій Мінц
- Постановка:  Олександр Файнциммер
- Головний оператор:  Валентин Павлов